# Doyen (université)
Pour les articles homonymes, voir doyen.

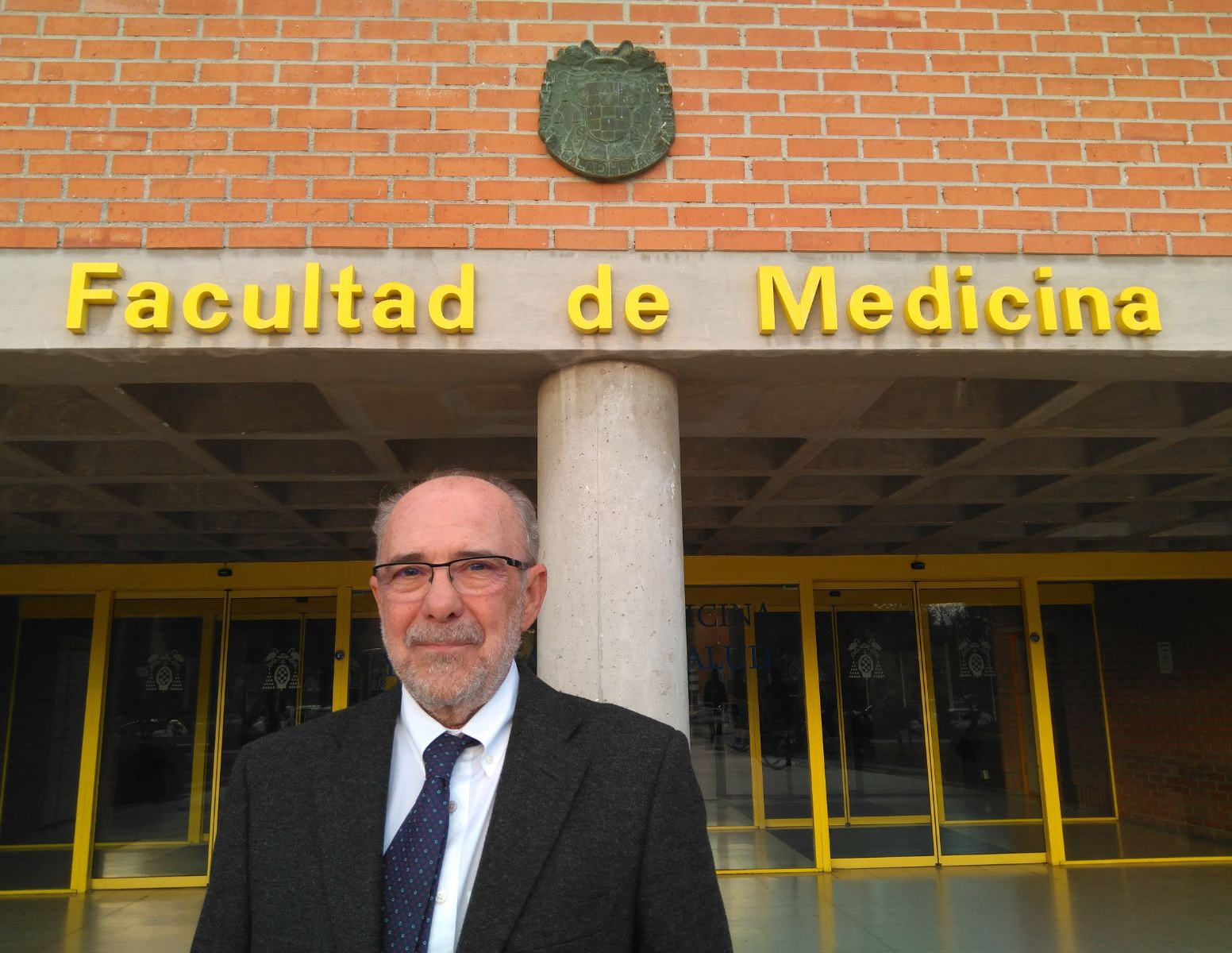
Manuel Rodríguez Zapata, doyen de la faculté de médecine de l'université d'Alcalá en Espagne.

Le doyen est, dans le système universitaire mis en place en Europe à partir du Moyen Âge, le personnage le plus élevé des facultés, une des structures constitutives de l'université qui, quant à elle, selon son organisation, est dirigée par un président ou recteur.
Le doyen est la personne qui dirige une faculté. C'est le cas dans les facultés des universités belges, canadiennes et suisses. 
En anglais, on utilise le terme « Dean », issu du vieux français d(e)ien, du bas latin decānus.